# إيساو ماتشي
إيساو ماتشي (町 井 勲، من مواليد 20 أغسطس 1973) هو مايسترو ياباني في فن الإيايدو من مدينة كاوانيشي (هيوغو)، اليابان. دخل ماتشي موسوعة غينيس للأرقام القياسية عدة مرات عن مهاراته في الكتانا لكسره عددا من الأرقام القياسية منها «أسرع قصاصات كاتانا لحصيرة واحدة (سوجيري)»، «أسرع قطع ل1،000 لفة»، «أسرع قطع بالسيف لحصائر القش في ثلاث دقائق»، و«أسرع كرة تنس (820 كم / ساعة) مقطوعة بالسيف».